# Urbain de Saint-Gelais de Lansac
Urbain de Saint-Gelais de Lansac (mort en 1613) fut évêque de Comminges de 1580 à 1613.

## Biographie
Urbain de Saint-Gelais est le fils naturel de Louis de Saint-Gelais.
Il est ambassadeur de la reine Catherine de Médicis au concile de Trente. Il succède dans le diocèse de Comminges à un autre enfant naturel Charles de Bourbon, le fils d'Antoine de Bourbon. Il est envoyé par la reine mère au Portugal pour soutenir ses prétentions, très contestables, au royaume de ce pays. En 1586, la cité de Saint-Bertrand-de-Comminges est prise par les réformés qui tuent quatre clercs et cinq laïques. La ville est reprise par les catholiques dès le 8 juin 1586 après un siège de 40 jours.
Il assiste aux États généraux de 1588 à Blois. Sa nomination comme coadjuteur en 1612 de Gilles de Souvré, fils d'un favori du roi Gilles de Courtenvaux de Souvré, est rejetée par le Saint-Siège pour défaut d'âge du candidat.
Urbain de Saint-Gelais meurt à Alan le 5 février 1613.